# 沼生栎
沼生栎（学名：Quercus palustris），为壳斗科栎属下的一个种。

## 扩展阅读
維基物種上的相關：沼生栎